# Amy Van Dyken
Amy Van Dyken (Englewood, 15 februari 1973) is een voormalig internationaal topzwemster uit de Verenigde Staten, die als eerste Amerikaanse vier gouden medailles won bij één Olympische Spelen. 
De sprintster uit Colorado deed dat in 1996, bij de Spelen van Atlanta, waar ze zegevierde op de individuele 50 meter vrije slag en de 100 meter vlinderslag, én als lid van de estafetteploeg van Team USA op de 4x100 meter vrije slag en de 4x100 meter wisselslag. Het leverde haar aan het einde van het jaar de uitverkiezing op van Amerika's Zwemmer van het Jaar.
Vier jaar later, bij de Spelen van Sydney, voegde de voormalige astmapatiënte twee gouden medailles toe aan haar totaal, dankzij overwinningen op de 4x100 meter vrije slag en de 4x100 meter wisselslag (als reserve). Na afloop van dat olympisch zwemtoernooi beëindigde Van Dyken haar carrière, waarin zij onder meer getraind werd door oud-topzwemmer Jonty Skinner. Bij de Spelen in Sydney (2000) deed de Amerikaanse sprintster in negatieve zin van zich spreken door voorafgaand aan de finale van de 50 meter vrije slag in de baan te spugen van de latere winnares Inge de Bruijn.
1988: Kristin Otto ·
1992: Yang Wenyi ·
1996: Amy Van Dyken ·
2000: Inge de Bruijn ·
2004: Inge de Bruijn ·
2008: Britta Steffen ·
2012: Ranomi Kromowidjojo ·
2016: Pernille Blume ·
2020: Emma McKeon ·
2024: Sarah Sjöström
1956: Shelley Mann ·
1960: Carolyn Schuler ·
1964: Sharon Stouder ·
1968: Lyn McClements ·
1972: Mayumi Aoki ·
1976: Kornelia Ender ·
1980: Caren Metschuck ·
1984: Mary T. Meagher ·
1988: Kristin Otto ·
1992: Qian Hong ·
1996: Amy Van Dyken ·
2000: Inge de Bruijn ·
2004: Petria Thomas ·
2008: Libby Trickett ·
2012: Dana Vollmer ·
2016: Sarah Sjöström ·
2020: Margaret MacNeil · 
2024: Torri Huske
1912: Moore, Fletcher, Speirs, Steer ·
1920: Woodbridge, Schroth, Guest, Bleibtrey ·
1924: Donnelly, Ederle, Lackie, Wehselau ·
1928: Lambert, Osipowich, Saville, Norelius ·
1932: Johns, Saville, McKim, Madison ·
1936: Selbach, Wagner, den Ouden, Mastenbroek ·
1948: Corridon, Kalama, Helser, Curtis ·
1952: I. Novák, Temes, É. Novák, Szőke ·
1956: Fraser, Leech, Morgan, Crapp ·
1960: Spillane, Stobs, Wood, von Saltza ·
1964: Stouder, de Varona, Watson, Ellis ·
1968: Barkman, Gustavson, Pedersen, Henne ·
1972: Babashoff, Barkman, Kemp, Neilson ·
1976: Peyton, Sterkel, Babashoff, Boglioli ·
1980: Krause, Metschuck, Diers, Hülsenbeck ·
1984: Johnson, Steinseifer, Torres, Hogshead ·
1988: Otto, Meißner, Hunger, Stellmach ·
1992: Haislett, Martino, Thompson, Torres ·
1996: Martino, Van Dyken, Fox, Thompson ·
2000: Van Dyken, Shealy, Thompson, Torres ·
2004: Mills, Lenton, Thomas, Henry ·
2008: Dekker, Kromowidjojo, Heemskerk, Veldhuis ·
2012: Coutts, C. Campbell, Elmslie, Schlanger ·
2016: McKeon, Elmslie, B. Campbell, C. Campbell ·
2020: B. Campbell, Harris, McKeon, C. Campbell ·
2024: O'Callaghan, Jack, McKeon, Harris
1960: Burke, Kempner, Schuler, von Saltza ·
1964: Ferguson, Goyette, Stouder, Ellis ·
1968: Hall, Ball, Daniel, Pedersen ·
1972: Belote, Carr, Deardurff, Neilson ·
1976: Richter, Anke, Pollack, Ender ·
1980: Reinisch, Geweniger, Pollack, Metschuck ·
1984: Andrews, Caulkins, Meagher, Hogshead ·
1988: Otto, Hörner, Weigang, Meißner ·
1992: Loveless, Nall, Ahmann-Leighton, Thompson ·
1996: Botsford, Beard, Martino, Van Dyken ·
2000: Bedford, Quann, Thompson, Torres ·
2004: Rooney, Jones, Thomas, Henry ·
2008: Seebohm, Jones, Schipper, Trickett ·
2012: Franklin, Soni, Vollmer, Schmitt ·
2016: Baker, King, Vollmer, Manuel ·
2020: K. McKeown, Hodges, E. McKeon, Campbell ·
2024: Smith, King, Walsh, Huske